# Partido Nacional de Australia
El Partido Nacional de Australia (en inglés: National Party of Australia) también conocido como Los Nacionales, es un partido político australiano. Tradicionalmente representante de los ganaderos, agricultores y votantes regionales en general, fue fundado con el nombre de Partido del Campo Australiano (en inglés: Australian Country Party) en 1920 a nivel federal. Posteriormente adoptó el nombre Partido Nacional del Campo (en inglés: National Country Party) en 1975, antes de tomar su nombre actual en 1982.
A nivel federal, y en Nueva Gales del Sur, y hasta cierto punto en Victoria e históricamente en Australia Occidental, ha sido el partido minoritario dentro de una Coalición de centroderecha con el Partido Liberal de Australia, y su líder generalmente se ha desempeñado como Vice primer ministro, en los gobiernos. En la Oposición, la Coalición se mantiene generalmente, y el partido sigue trabajando en cooperación con el Partido Liberal de Australia (al igual que sus predecesores, el Partido Nacionalista de Australia y el Partido Australia Unida).
Debido a la cercanía e integración de los dos partidos, así como al voto decreciente de los Nacionales en los últimos años, se ha propuesto varias veces que los dos partidos se fusionen formalmente.
En Queensland, por ejemplo, el Partido del Campo (más tarde Partido Nacional) fue el principal partido de la coalición entre 1925 y 2008, después de lo cual se fusionó en ese estado con el minoritario Partido Liberal de Australia para formar el Partido Liberal Nacional (LNP).
A pesar de adoptar una posición de conservadurismo social, el Partido Nacional ha estado a favor durante mucho tiempo de las políticas económicas socialmente agrarias. Garantizando el apoyo a los agricultores, ya sea a través de subvenciones del gobierno o mediante llamamientos comunitarios. Según Ian McAllister, el Partido Nacional es el único partido que queda de la ola de partidos socialmente agrarios establecidos en todo el mundo occidental en la década de 1920. El líder actual del Partido Nacional es Barnaby Joyce.

## Historia

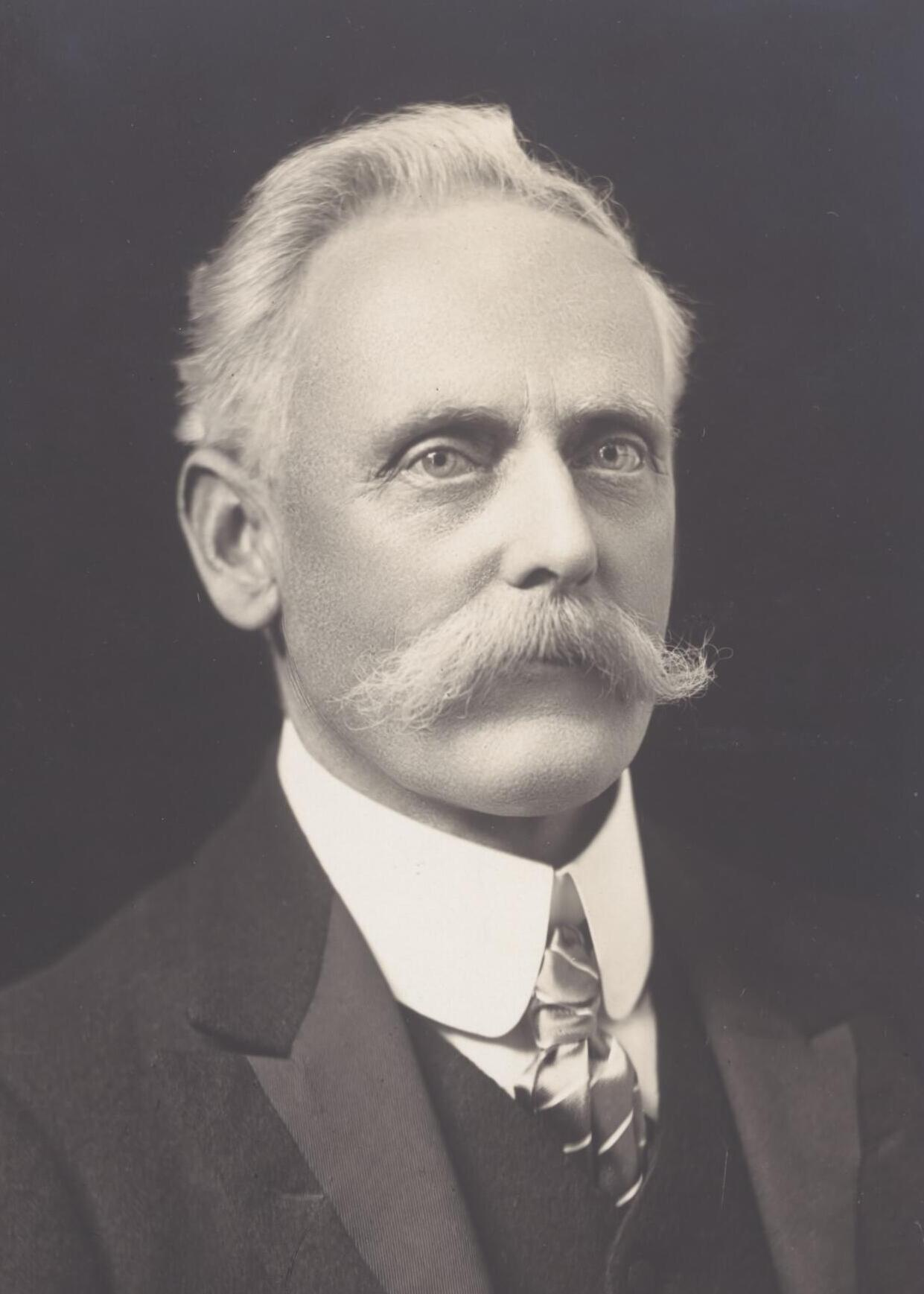
William McWilliams, Primer líder del partido del Campo (1920–1921)

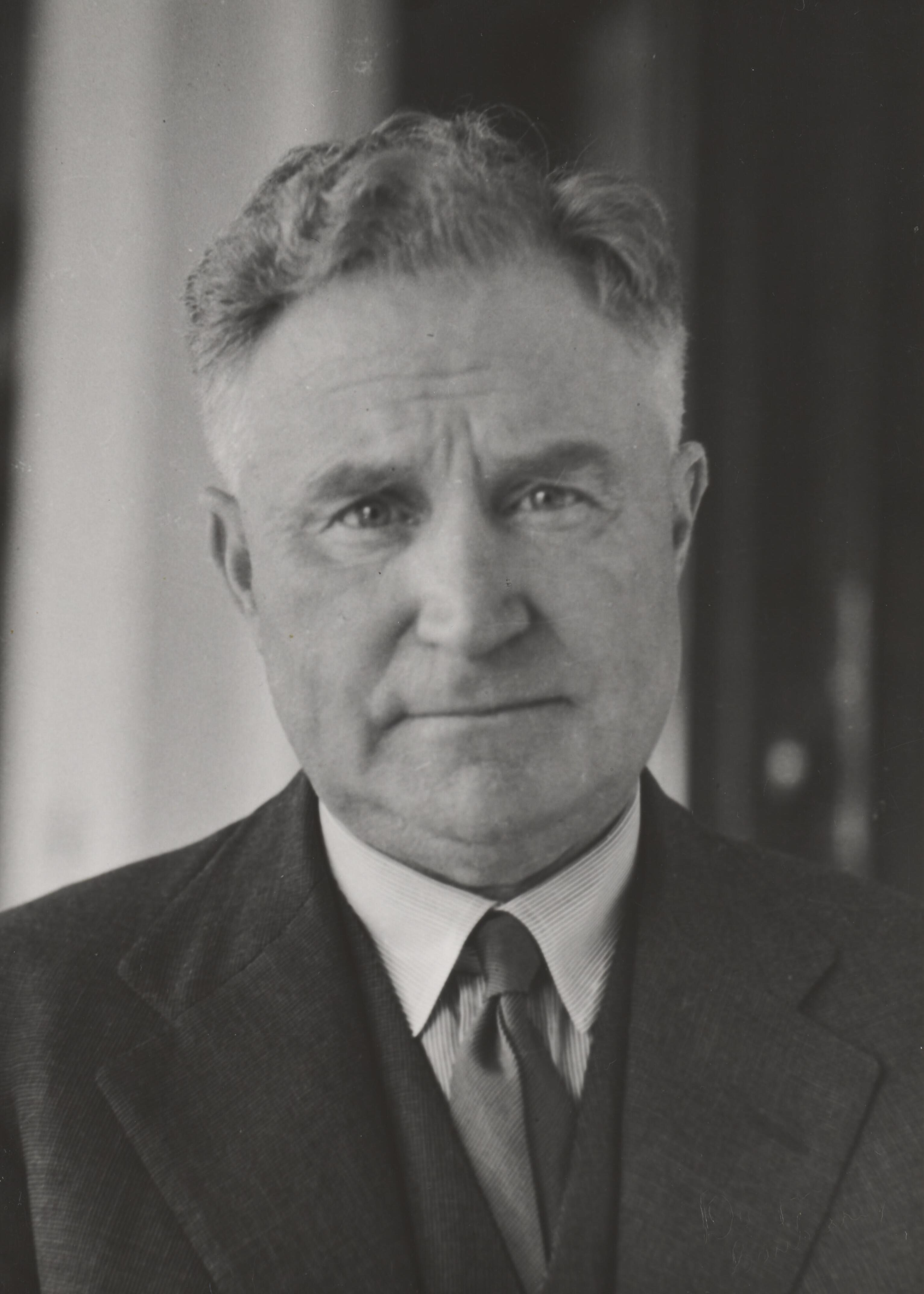
Earle Page, primer ministro de Australia (1939)

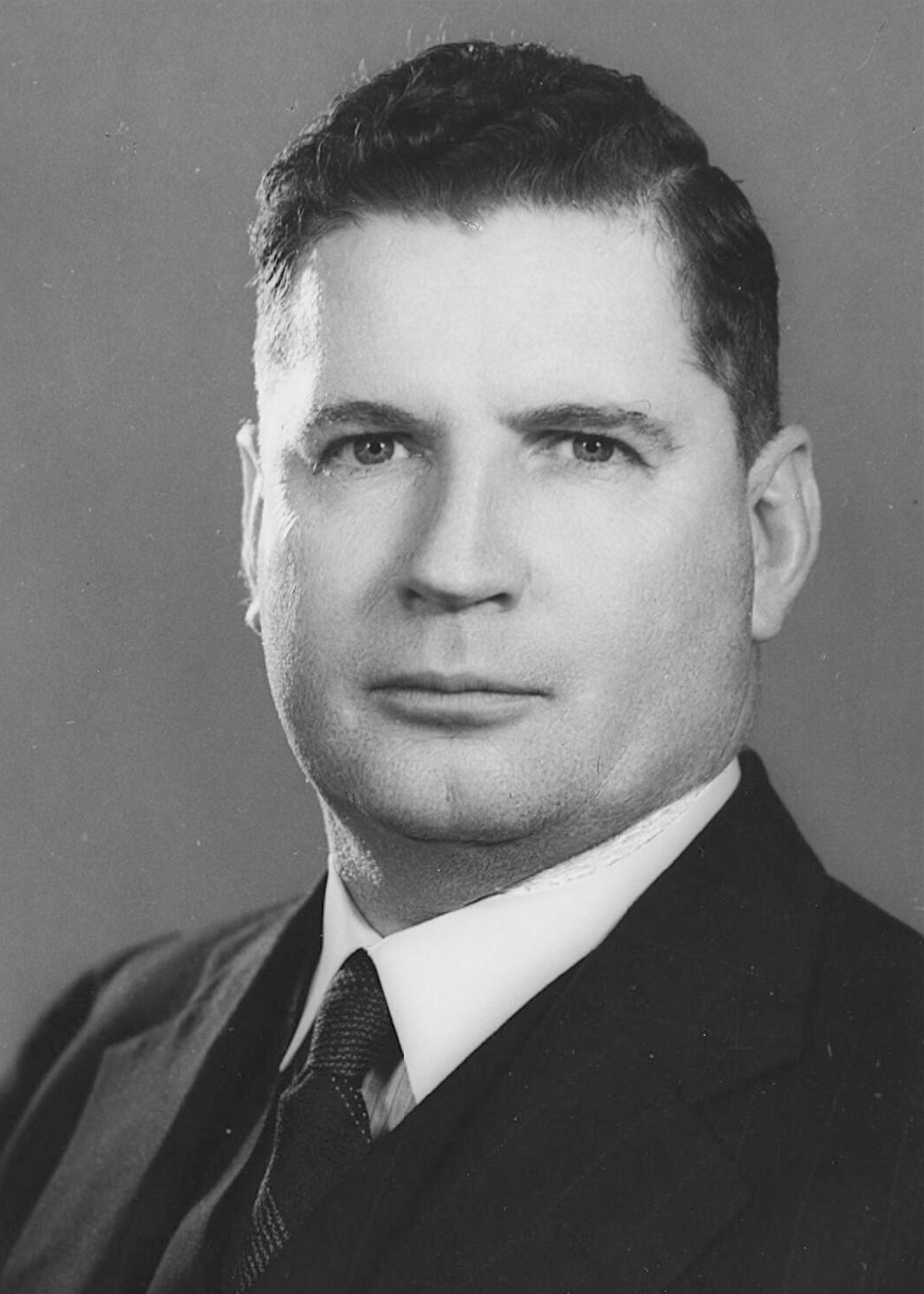
Arthur Fadden, Primer ministro de Australia (1941)

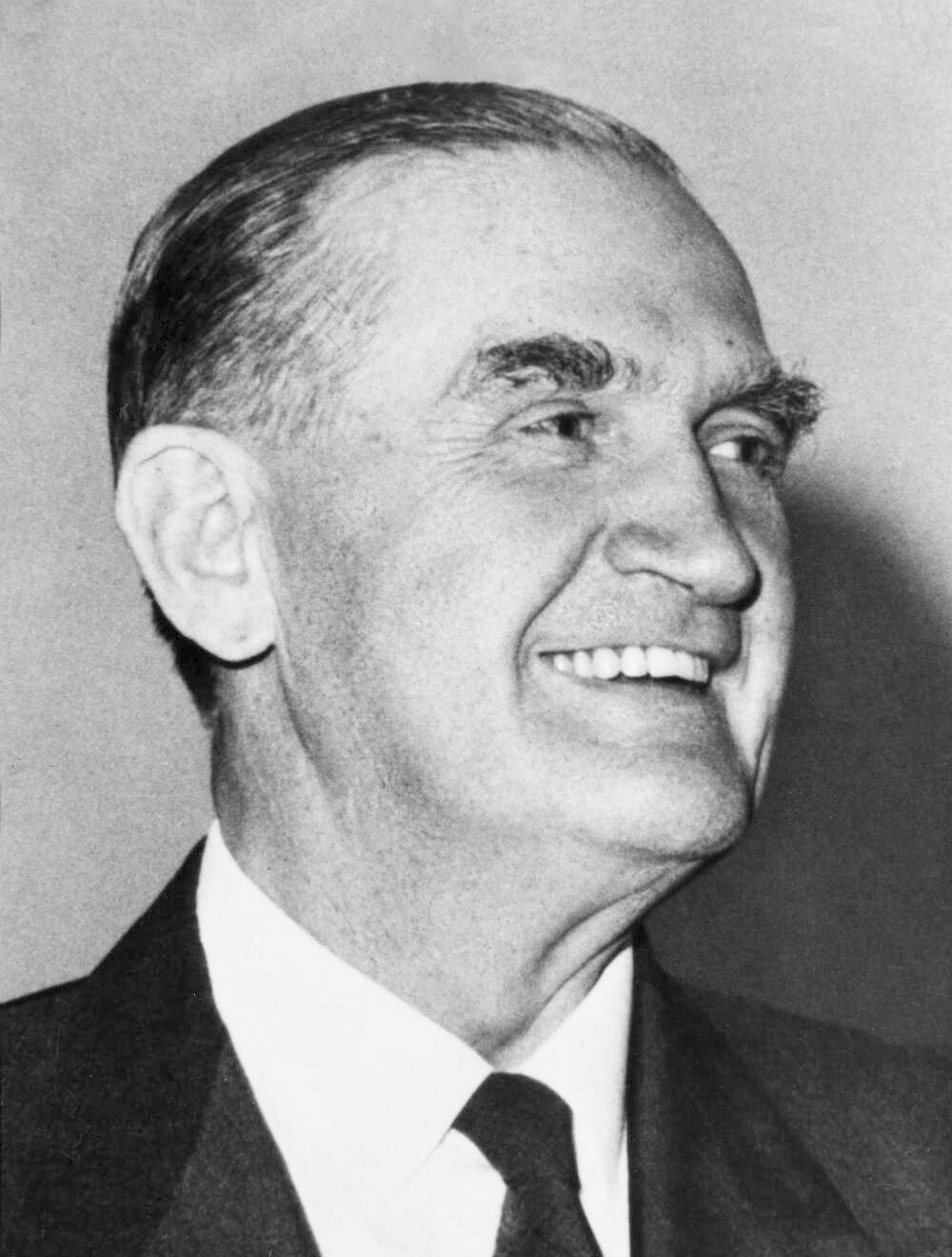
John McEwen, primer ministro de Australia en (1967–1968)

El Partido del Campo Australiano se fundó formalmente en 1913 en Australia Occidental, y a nivel nacional en 1920, a partir de varios partidos estatales, como la Unión de Granjeros de Victoria (VFU) y el Partido de Granjeros y Colonos de Nueva Gales del Sur. El primer Partido del Campo fue fundado en 1912 por Harry J. Stephens, editor del periódico The Farmer & Settler, pero la oposición de los periódicos rivales, no logró obtener impulso.

### Fusión Liberal-Nacional
El Partido Liberal de Australia y el Partido Nacional (antes Partido del Campo Australiano) se han presentado en las elecciones federales australianas como una coalición desde la fundación del Partido Liberal en 1944. Durante décadas se ha debatido una fusión total de los partidos como resultado de la reducción de votos del Partido Nacional. Se argumenta que la disminución en el voto nacional está vinculada a una población rural en declive, y las políticas del Partido Nacional se han vuelto cada vez más similares a las del Partido Liberal. Además, en los estados y territorios de Australia, los afiliados de los partidos han trabajado en coalición en múltiples ocasiones. Además, el Partido Liberal del País en el Territorio del Norte ha estado afiliada a ambas partes desde su formación, y en julio de 2008, el Partido Nacional de Queensland y el Partido Liberal de Queensland se fusionaron para convertirse en el Partido Nacional Liberal de Queensland.

## Liderazgo

### Líderes del partido
1. William McWilliams (1920-1921)
2. Earle Page (1921-1939)
3. Archie Cameron (1939-1940)
4. Arthur Fadden (1940-1958)
5. John McEwen (1958-1971)
6. Doug Anthony (1971-1984)
7. Ian Sinclair (1984-1989)
8. Charles Blunt (1989-1990)
9. Tim Fischer (1990-1999)
10. John Anderson (1999-2005)
11. Mark Vaile (2005-2007)
12. Warren Truss (2005-2016)

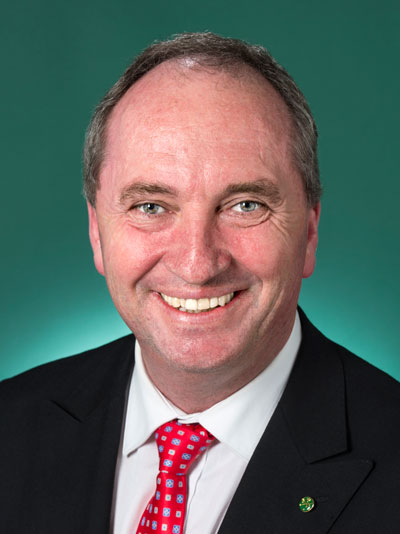
Barnaby Joyce, Actual líder del partido

13. Barnaby Joyce (2016-2018, 2021-2022)
14. Michael McCormack (2018-2021)
15. David Littleproud (Desde 2022)

### Líderes estatales y territoriales
|  | 8.59 % |

|  | 4.77 % |

|  | 4.00 % |

|  | 0.48 % |

## Resultados electorales

### Elecciones federales
|  | 9.3 % |

|  | 12.5 % |

|  | 10.7 % |

|  | 10.4 % |

|  | 10.2 % |

|  | 12.2 % |

|  | 12.6 % |

|  | 15.5 % |

|  | 13.7 % |

|  | 6.9 % |

|  | 10.7 % |

|  | 10.8 % |

|  | 9.7 % |

|  | 8.5 % |

|  | 7.9 % |

|  | 9.3 % |

|  | 8.5 % |

|  | 8.9 % |

|  | 9.8 % |

|  | 8.5 % |

|  | 9.4 % |

|  | 9.9 % |

|  | 11.2 % |

|  | 10.0 % |

|  | 8.9 % |

|  | 9.2 % |

|  | 10.6 % |

|  | 11.5 % |

|  | 8.4 % |

|  | 7.1 % |

|  | 7.1 % |

|  | 5.2 % |

|  | 5.6 % |

|  | 5.8 % |

|  | 5.4 % |

|  | 3.4 % |

|  | 4.2 % |

|  | 4.6 % |

|  | 4.5 % |

|  | 3.65 % |